# Alfabeto glagolitico

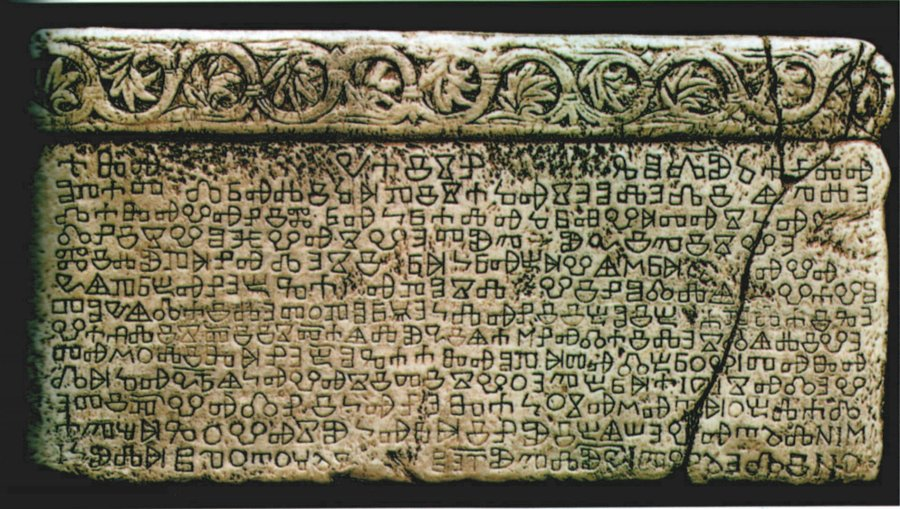
Il più antico documento scritto in glagolitico croato della Croazia: Bašćanska ploča, la lapide di Bescanuova, intorno al 1100, isola di Veglia

L'alfabeto glagolitico (glagolitsa) è il più antico alfabeto slavo conosciuto. Venne creato dal missionario Cirillo, insieme a suo fratello Metodio, intorno all'862-863 al monastero di Polychron per tradurre la Bibbia e altri testi sacri in antico slavo ecclesiastico.
Il nome, di origine tarda, deriva dal sostantivo glagolŭ ("verbo", ma è anche il nome della lettera "G"), o dal verbo glagolati ("parlare"). Altre fonti antiche, come gli scritti del monaco bulgaro Černorizec Hrabăr, lo definiscono semplicemente con il termine scrittura slava.
L'alfabeto glagolitico ha circa 40 caratteri, a seconda delle varianti. 24 caratteri glagolitici sono derivati probabilmente da grafemi del corsivo medievale greco, a cui venne dato un disegno ornamentale. Una teoria afferma che l'alfabeto glagolitico fosse basato sulle antiche rune slave (chrti i rezi, linee e tacche), che, come le rune germaniche, venivano usate solo nei testi sacri della religione slava precristiana.
Attualmente il glagolitico è utilizzato nella liturgia in Croazia, mentre intorno al X secolo presso gli altri popoli slavi che ne facevano uso fu sostituito dalla sua derivazione, il cirillico.

## Storia
La nascita dell'alfabeto glagolitico è strettamente connessa a motivazioni politiche e culturali. Possedere una propria scrittura equivaleva a una dimostrazione di indipendenza da parte degli stati slavi medievali, che in questo modo potevano cercare di sottrarsi alle influenze delle nazioni confinanti e/o culturalmente o politicamente più potenti (Bisanzio, Roma, Franchi). Inoltre, era necessario un sistema che traducesse graficamente la fonetica slava, poiché gli adattamenti degli alfabeti latino e greco fino ad allora utilizzati non riuscivano a svolgere adeguatamente questa funzione.
Nell'anno 862, il principe Rastislav della Grande Moravia richiese all'imperatore di Bisanzio l'invio di missionari per rafforzare l'autonomia del proprio stato, sottraendolo così alla dipendenza dal clero germanico, che si traduceva in una dipendenza dall'Impero carolingio. Cirillo, con l'aiuto del fratello Metodio, creò un sistema di scrittura originale sulla base del dialetto slavo meridionale parlato nella sua terra di origine, i dintorni di Salonicco. Questo alfabeto venne usato in Moravia tra gli anni 863 e 885 a scopi religiosi e nei documenti statali. I missionari fondarono l'Accademia della Grande Moravia (Veľkomoravské učilište), dove vennero istruiti i loro discepoli.

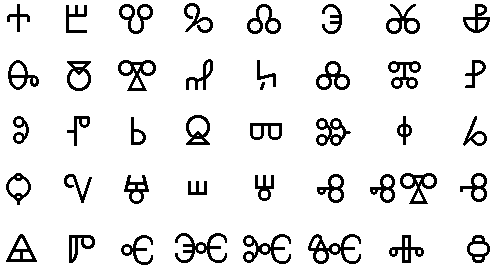
Glagolitico rotondo

Nell'886 il vescovo di Nitra, di provenienza franco-orientale, proibì questo alfabeto ed imprigionò i seguaci di Cirillo e Metodio (per lo più studenti dell'accademia originale). Essi vennero dispersi o, secondo alcune fonti, venduti come schiavi. Tre di loro, comunque, raggiunsero la Bulgaria e Boris I di Bulgaria commissionò loro l'istruzione del futuro clero dello stato bulgaro in lingua slava. Dopo la conversione al cristianesimo della Bulgaria nell'865, le cerimonie religiose venivano condotte in greco da un clero proveniente da Costantinopoli. Temendo un aumento dell'influenza bizantina e l'indebolimento dello stato, Boris vide nell'antico slavo ecclesiastico e nell'alfabeto glagolitico un mezzo per preservare l'indipendenza della Bulgaria: anch'egli riteneva che il possesso di una propria lingua scritta e di un proprio sistema di scrittura potessero far uscire lo stato dall'orbita straniera. Perciò vennero fondate due accademie, una ad Ocrida (in Macedonia) ed una a Preslav (in Bulgaria), da parte dei discepoli dei due missionari.
Successivamente gli studenti delle due accademie viaggiarono verso le altre terre slave, nelle quali diffusero l'uso del loro alfabeto, quello glagolitico. Alcuni si diressero in Croazia e Dalmazia, dove si sviluppò la variante quadrata e dove l'alfabeto rimase a lungo in uso. Nel 1248 papa Innocenzo IV conferì ai soli Croati il diritto di utilizzare la loro lingua madre e la scrittura glagolitica nella liturgia cattolica. Il permesso venne formalmente concesso al solo vescovo Filippo di Segna, ma si estese poi a tutti i territori croati che usavano la liturgia in alfabeto glagolitico, principalmente lungo la costa adriatica. La stessa Santa Sede pubblicò molte lettere in alfabeto glagolitico a Roma. Quello dei croati fu un privilegio unico nel suo genere fino al Concilio Vaticano Secondo del 1962-65.

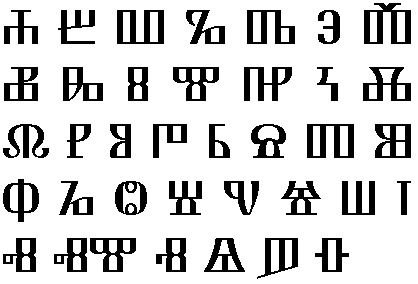
Glagolitico quadrato (croato)

Alcuni studenti dell'accademia di Ocrida si recarono in Boemia (infatti l'uso dell'alfabeto glagolitico è attestato nel X e XI secolo, insieme ad altri tipi di scrittura). L'alfabeto glagolitico veniva usato anche in Russia, sebbene raramente.
Alla fine del IX secolo, uno degli studenti di Metodio che si era stabilito a Preslav creò l'alfabeto cirillico, che rimpiazzò quasi completamente l'alfabeto glagolitico durante il Medioevo. L'alfabeto cirillico è derivato dall'alfabeto greco, con circa 10 lettere peculiari delle lingue slave, derivate dall'alfabeto glagolitico (anche se la questione della dipendenza reciproca tra i due sistemi è ancora oggetto di controversie).
Il glagolitico venne diffuso anche in Polonia, dove nel 1380 il principe polacco Konrad II, della dinastia dei Piast, fondò un convento glagolitico a Oleśnica e nel 1390 la regina polacca Jadwiga fondò a Cracovia la chiesa della Santa Croce, in cui venne usata per 80 anni la scrittura glagolitica. In generale, però, il polacco utilizzò una versione adattata dell'alfabeto latino, soluzione legata anche a motivazioni politiche, come scelta dell'orbita cattolico-romana in difesa dalle mire germaniche.
Nel 1591 Angelo Rocca chiamò il glagolitico Alphabetum Illyricum e lo ascrisse a san Girolamo con le parole Sanctum Hieronymum Illyricarum litterarum. Nel 1538 Guillaume chiamò il glagolitico Alphabetum Hieronymianum seu Dalmaticum, aut Illiricum.

## Fonti
Le testimonianze scritte più antiche si sono conservate sotto forma di trascrizioni di testi del X e dell'XI secolo, come il Codex Assemanius, il Codice di Kiev, il Codice mariano, il Messale di Kiev e i Frammenti di Cloz. Le fonti originali più antiche sono le seguenti:
- Graffiti di Preslav, 893
- Kijevski listići, X secolo
- Frammento di Konav (Konavle), 1060, *Bašćanska Ploča, Senjska Ploča, 1100 circa
- Bečki listići, XI secolo
- Krčki natpis, XI secolo
- Istarski Razvod, 1275-1395
- Ordine di Vinodol, 1288 (atto legale)
- Misal Hrvoja Vukčića Hrvatinića, 1404
- Glagoljski zapis Jurja iz Slavonije, 1400 circa

La nostra conoscenza del glagolitico, soprattutto nella sua evoluzione storica, deriva non solamente dai più antichi testi slavi composti in questo alfabeto, ma soprattutto dagli abecedari, che elencano le lettere e i loro nomi in ordine alfabetico, come il duecentesco Abecedarium bulgaricum. Questi abecedari sono particolarmente importanti, giacché mostrano le lettere in successione e contengono due grafemi che nei testi si incontrano raramente o per nulla: il primo è la seconda lettera usata per il fonema x, che nei testi appare solo nella parola xlъmъ; il secondo è la lettera pe, non riscontrata in alcun testo.
L'ordine delle lettere può essere conosciuto anche attraverso le numerose versioni delle preghiere versificate degli Acrostici, in cui la parola iniziale di ogni verso comincia con una lettera successiva dell'alfabeto.

## Nomi
Questo alfabeto è stato chiamato in maniera differente nel tempo e nello spazio, a testimonianza del fatto che non sempre Cirillo e Metodio fossero considerati gli inventori di questo alfabeto. Il termine Alphabetum Hieronymianum deriva da una tradizione che riconosceva in Sofronio Eusebio Girolamo l'ideatore di questa scrittura. Il glagolitico venne chiamato anche azbuki dal nome delle prime due lettere, sullo stesso modello di 'alfa' + 'beta'. (Vedi azbuka per l'alfabeto cirillico). Gli slavi della Grande Moravia (oggi Slovacchia e Moravia, Ungheria, Slovenia) venivano chiamati Slověne a quel tempo, motivo che diede origine al medesimo nome per l'alfabeto. Altri nomi, più rari, per questo alfabeto sono Bukvitsa o Bukvica, Buchuiza, Alphabetum Illyricum o Alphabetum Illyricum Sclavorum.
Nelle lingue slave attuali queste sono le denominazioni correnti per l'alfabeto glagolitico:
- ceco: hlaholice
- slovacco: hlaholika
- polacco: głagolica
- serbo e croato: глагољица, glagoljica
- ucraino: глаголиця (hlaholicja)
- russo e bulgaro: глаго́лица  (glagolica)
- bielorusso: глаголіца (hlaholica)
- macedone: глаголица (glagolica)

## Tipi di glagolitico
Normalmente si contraddistinguono diversi tipi di alfabeto glagolitico sulla base della forma delle lettere, sull'area di maggiore utilizzo o di origine:
- glagolitico bulgaro, chiamato anche rotondo per la forma delle lettere, utilizzato fino al XII secolo circa.
- glagolitico croato, chiamato anche quadrato, sviluppatosi a partire dal XIV secolo e usato ancora oggi nella liturgia cattolica in Dalmazia e in Istria.
- glagolitico corsivo, utilizzato per una scrittura rapida e meno accurata, soprattutto in documenti e atti commerciali, ma anche in manoscritti di altro genere.
- glagolitico a stampa, utilizzato a partire dal 1483.

## Caratteristiche
L'alfabeto ha due varianti: tonda e quadrata.
La variante tonda è dominata da circoli e curve, e la variante quadrata ha come caratteristica una grande quantità di angoli retti e a volte trapezoidi.
Vedi un'immagine di entrambe le varianti (incompleta). O per maggiori dettagli
La tabella seguente elenca ogni lettera in ordine, dando ad ogni immagine (variante tonda), il suo nome, il suo suono approssimativo in IPA, la presunta origine (se applicabile), e la corrispondente lettera in alfabeto cirillico moderno. I nomi Jer o Jus sono talvolta scritti Yer o Yus. Vi sono molte lettere che non hanno una controparte moderna, come le vocali nasali Jus.

## Alfabeto
| Grafema | Antico slavo ecclesiastico | Slavo ecclesiastico     | Fonema   | Origine presunta                                                                                    | Discendente cirillico moderno                                |
| ------- | -------------------------- | ----------------------- | -------- | --------------------------------------------------------------------------------------------------- | ------------------------------------------------------------ |
| Ⰰ       | Az'                        | Az                      | /a/      | Il segno della croce, o la lettera ebraica Alef א                                                   | А а (A)                                                      |
| Ⰱ       | Buky                       | Buky                    | /b/      | Sconosciuta; La /m/ samaritana è la medesima lettera allo specchio                                  | Б б (B)                                                      |
| Ⰲ       | Vede                       | Vedi                    | /v/      | Probabilmente dalla V latina                                                                        | В в (V)                                                      |
| Ⰳ       | Glagolji                   | Glagoli                 | /g/      | (Γ γ) Il gamma greco                                                                                | Г г (G)                                                      |
| Ⰴ       | Dobro                      | Dobro                   | /d/      | (Δ δ) Il delta greco (si confronti /v/ come /d/ rovesciata)                                         | Д д (D)                                                      |
| Ⰵ       | Est'                       | Jest                    | /ɛ/      | Probabilmente la /he/ samaritana o il numero greco sampi (900)                                      | Е е (Je); si veda anche la Є ucraina                         |
| Ⰶ       | Živete                     | Živete                  | /ʒ/      | | Ж ж (Ž)                                                      |
| Ⰷ       | Dzelo                      | Zělo                    | /ʣ/      | | Ѕ ѕ (Dz)                                                     |
| Ⰸ       | Zemlja                     | Zemlja                  | /z/      | (Θ θ) Variante del theta greco                                                                      | З з (Z)                                                      |
| ⰉⰊ      | Iže                        | Iže                     | /i/ /j/  | (Ι ι) Iota greco con dieresi                                                                        | И и (I)                                                      |
| Ⰻ       | I                          | I                       | /i/ /j/  | Fonte sconosciuta, probabilmente combinazione dei simboli Cristiani del cerchio e del triangolo     | (І і) (I Ucraina)                                            |
| Ⰼ       | Djerv'                     | Djerv                   | /ʤ/ /ʥ/  | Fonte sconosciuta                                                                                   | (Ћ ћ Tje serba o Ђ ђ Dje serba)                              |
| Ⰽ       | Kako                       | Kako                    | /k/      | Dalla Qof ebraica ק                                                                                 | (К к) (K)                                                    |
| Ⰾ       | Ljudije                    | Ljudi                   | /l/ /ʎ/  | (Λ λ) Dal lambda greco                                                                              | Л л (L)                                                      |
| Ⰿ       | Mislete                    | Myslite                 | /m/      | (Μ μ) Dal mi greco                                                                                  | М м (M)                                                      |
| Ⱀ       | Naš'                       | Naš                     | /n/ /ɲ/  | Fonte sconosciuta                                                                                   | Н н (N)                                                      |
| Ⱁ       | On'                        | On                      | /ɔ/      | Fonte sconosciuta                                                                                   | О о (O)                                                      |
| Ⱂ       | Pokoji                     | Pokoj                   | /p/      | (Π π) Dal pi greco                                                                                  | П п (P)                                                      |
| Ⱃ       | R'tsi                      | R'tsi                   | /r/      | (Ρ ρ) Dal rho greco                                                                                 | Р р (R)                                                      |
| Ⱄ       | Slovo                      | Slovo                   | /s/      | Fonte sconosciuta, probabilmente una combinazione dei simboli cristiani del cerchio e del triangolo | С с (S)                                                      |
| Ⱅ       | Tvrdo                      | Tverdo                  | /t/      | (Τ τ) Dal tau greco                                                                                 | Т т (T)                                                      |
| Ⱆ       | Uk'                        | Uk                      | /u/      | Legatura di Of ed Ižitsa                                                                            | У у (U)                                                      |
| Ⱇ       | Frt'                       | Fert                    | /f/      | (Φ φ) Dal Phi greco                                                                                 | Ф ф (F)                                                      |
| Ⱈ       | Khěr                       | Khěr                    | /x/      | Origine sconosciuta, si compari /g/ e la h latina                                                   | Х х (CH)                                                     |
| Ⱉ       | Oht'                       | Oht                     | /ɔ/      | Legatura di On e della sua immagine riflessa                                                        | Ѿ ѿ (Ot) (usato solo per trascrivere il greco)               |
| Ⱌ       | Tsi                        | Tsi                     | /ʦ/      | (צ ץ) Dalla lettera ebraica tsade צ                                                                 | Ц ц (TS)                                                     |
| Ⱍ       | Črv'                       | Červ'                   | /ʧ/      | | Ч ч (Č)                                                      |
| Ⱎ       | Ša                         | Ša                      | /ʃ/      | (ש) dalla lettera ebraica Shīn ש                                                                    | Ш ш (Š)                                                      |
| Ⱋ       | Šta                        | Šta                     | /ʃt/     | Legatura della Ša sopra Tverdo                                                                      | Щ щ (ŠT o ŠČ)                                                |
| Ⱏ       | Jer'                       | Jer                     | /w/      | | Ъ ъ (Segno duro/Tvjordyj znak)                               |
| ⰟⰉ      | Jery                       | Jery                    | /ɨ/      | | Ы ы (Jery)                                                   |
| Ⱐ       | Jerj'                      | Jerj                    | /ɘ/      | | Ь ь (Segno debole/Mjagkij znak)                              |
| Ⱑ       | Jat'                       | Jat                     | /æ/ /jɑ/ | Forse dalla lettera epigrafica greca Alfa Α                                                         | (Ѣ ѣ) Jat (rimosso dal russo nel 1917, dal bulgaro nel 1945) |
| Ⱖ       | Je                         | Jo                      | /jɛ/     | | (Ѥ ѥ) Э iotizzata (in disuso)                                |
| Ⱓ       | Ju                         | Ju                      | /ju/     | | (Ю ю) (Ju)                                                   |
| Ⱔ       | Ens'                       | [Piccola jus]           | /ɛ̃/      | | (Ѧ ѧ) Piccola Jus (in disuso)                                |
| Ⱗ       | Jens'                      | [Piccola jus iotizzata] | /jɛ̃/     | Legatura di Jest e suono nasale                                                                     | (Ѩ ѩ) Piccola Jus iotizzata (in disuso)                      |
| Ⱘ       | Ons'                       | [Grande jus]            | /ɔ̃/      | Legatura di On e suono nasale                                                                       | (Ѫ ѫ) Grande Jus (obsolete)                                  |
| Ⱙ       | Jons'                      | [Grande jus iotizzata]  | /jɔ̃/     | | (Ѭ ѭ) Grande Jus iotizzata (in disuso)                       |
| Ⱚ       | Thita                      | Fita                    | /θ/      | (Θ θ) Il theta greco                                                                                | (Ѳ ѳ) Fita (usato solo per trascrivere il greco)             |
| Ⱛ       | Ižitsa                     | Ižitsa                  | /ʏ/ /i/  | Legatura di Iže ed Jer                                                                              | (Ѵ ѵ) Ižica (rimosso dal russo nel 1917)                     |

È da notare che la Jery è semplicemente un diagrafo di Jer ed I.
L'ordine di Iže ed I varia da fonte a fonte, così come l'ordine delle varie forme di Jus.

## Sistema numerico
Il glagolitico assume dal greco il sistema numerale, consistente nell'associazione di cifre alle varie lettere dell'alfabeto, ma non assume le singole cifre. I primi nove numeri indicano le unità, i secondi nove le decine, gli ultimi nove le centinaia. La novità sconosciuta al sistema numerico greco e cirillico risiede nelle lettere-numeri per le migliaia:
- č '1000'
- š '2000'
- ъ '3000'

Le cifre successive sono incerte.

## Nomi delle lettere
Nel corso del tempo sono stati proposti diversi nomi per le varie lettere del glagolitico, che genericamente vengono chiamate azbuki (dall'unione di az(u) e buki, le prime due lettere di cui si compone questo alfabeto):
- 1400 circa: Juraj iz Slavonije parla di Azbuka (si veda qui )
- 1591: Scritte secondo la fontetica italiana-latina (si veda qui )
- 1966: Paul Cubberly propose in The Slavic alphabets i seguenti nomi: azъ, buky, vědi/vědě, glagoli/glagolь, dobro, jestь/estъ, živěte, dzělo, zemlja, i/ižei, iže, g'ervь/dervь, kako, ljudьje/ljudije, myslite/myslěte, našь, onъ, pokoj, rьci, slovo, tvrdo/tverdo, ukъ/ikъ, frtъ, chěrъ/cherъ, otъ, ci, črvь, ša, štja, jerъ, jery, jerь, ětь/jatь, jusъ malyi, jusъ malyi jotirovannyj, jusъ bolъšij, jusъ bolъšij jotirovannyj, fita, ižica.
- 1986: Questo sistema è praticamente identico a quello proposto nel 1986 da Georgij Aleksandrovič Chaburgajev in Staroslawjanskij jazyk: azŭ, buky, vědi, glagoli, dobro, jestŭ, živěte, dzělo, zemlja, ižen, iže, g'ervĭ, kako, ljudije, myslite, našĭ, onŭ, pokoi, rĭci, slovo, tvrĭdo, oukŭ, frĭtĭ, xěrŭ, otŭ, ci, črĭvĭ, ša, šta, jerŭ, jery, jerĭ, jatĭ, jusŭ malyi, jusŭ bolĭšii, fita, ižica.
- 1996: Entrambi gli studiosi citati nei punti precedenti avevano soprasseduto sulla lettera  jo (successiva allo jatь), Cubberly non aveva fornito il nome per lo ju (successivo allo jo) e Chaburgajev per ju, ję (successivo allo  jusъ malyi  - piccolo jus) e ją (successivo allo  jusъ bolъšij - grande jus). Tutte le lettere corrispondono alla norma ISO 6861 azu, buki, vedi, glagol', dobro, esi', živěte, zělo, zemlja, iže, i, g'erv', kako, ljudi, myslite, naš, on, pokoj, r'ci, slovo, tverdo, uk, fert, xěr, omega, cy, červ', ša, šta, er, ery, er', jat', jo, ju, as, es, jes, jas, fita, ižica.

## Unicode
L'alfabeto glagolitico è stato aggiunto all'Unicode nella versione 4.1.
- Tavola dei codici glagolitici (PDF), su unicode.org.